# Heijplaat
Heijplaat is een wijk in het Rotterdamse stadsdeel Charlois. Heijplaat ligt zuidelijk van de Nieuwe Maas en wordt omringd door de Eemhaven in het westen en de Waalhaven in het oosten. De enige toegang over land is de Waalhavenweg vanaf het industrieterrein Waalhaven Zuid.

## Geschiedenis
Heijplaat is ontstaan als woonwijk voor arbeiders van de toenmalige Rotterdamsche Droogdok Maatschappij (RDM) die in 1904 hier begon met onderhoud en bouw van schepen. Heijplaat ligt relatief ver buiten Rotterdam en was dus ook moeilijk bereikbaar voor de werknemers. De naam verwijst naar de nabijgelegen, en inmiddels verdwenen, buurtschap De Heij. 
In 1914 werd de NV Bouwmaatschappij Heyplaat opgericht, die opdracht gaf tot het bouwen van een toentertijd moderne wijk in de vorm van een tuindorp. Het tuindorp werd ontworpen en ontwikkeld door Architectenbureau van H.A.J. Baanders en Jan Baanders Sr.. 
In het begin van de jaren twintig was het tuindorp af en vormde een gemeenschap met eigen scholen, winkels, feestzaal en kerken. In de huidige bebouwing zijn nog goed de structuren van het tuindorp te vinden. In de as van de centrale woonstraat bieden de drie oorspronkelijke kerken in elkaars verlengde een schilderachtige aanblik. In 1934 is aan de Nieuwe Maas direct ten westen van Heijplaat Quarantainestation Heijplaat geopend voor zeelieden met besmettelijke ziekten. De begroeiing op het terrein is nu verruigd. Het idyllisch gelegen rivierstrandje op de oever is het enige natuurlijke zandstrand van Rotterdam en wordt druk bezocht.
Na de Watersnoodramp van 1953 werd een aantal houten woningen opgetrokken, geschonken door Noorwegen. Ook werden 300 huizen, ontworpen door architect J.W.C. Boks, bijgebouwd.

### In de 21e eeuw
Doordat de RDM verdween en het aantal havenarbeiders verminderd is, is de wijk in aanzien achteruitgegaan; winkels sloten en de levendigheid verdween. Sinds 2008 wordt het RDM-terrein ontwikkeld tot een onderwijscampus, wat voor nieuwe bedrijvigheid zorgt. Een deel van de gebouwen is anno 2015 gerestaureerd, de grote bedrijfshallen worden onder meer gebruikt voor tentoonstellingen en presentaties en een deel van een later bijgebouwde woonwijk is afgebroken en het leeggekomen terrein wacht op nadere invulling met nieuwe woonhuizen.
Op voordracht van de gemeente Rotterdam is het gebied Heijplaat (de voormalige RDM-werf, de woonwijk en het quarantainecomplex) in mei 2018 aangewezen als rijksbeschermd stadsgezicht.

## Veerpont
Tussen Heijplaat en de haven Schiemond in Rotterdam-West bestond een veerdienst. In februari 1968 werd de metro geopend. In december van dat jaar besloot de Rotterdamse gemeenteraad tot opheffing van de veerdienst. Hierna onderhield de RDM tot 1983 een eigen veerdienst voor haar medewerkers uit Rotterdam-West. Na de opheffing van de veerdienst kwam Heijplaat nog meer geïsoleerd te liggen. In mei 2008 werd de veerdienst tussen Heijplaat en het centrum van Rotterdam hervat door de Aqualiner met aanlegplaatsen in de Sint Jobshaven en Willemsplein. Vanaf juli 2015 is Aqualiner verdergegaan onder de naam Waterbus als lijn 18, hierbij is de route iets gewijzigd met een extra aanlegplaats bij Katendrecht. Heijplaat is verder bereikbaar vanaf het Zuidplein met RET-buslijn 68

## Galerij

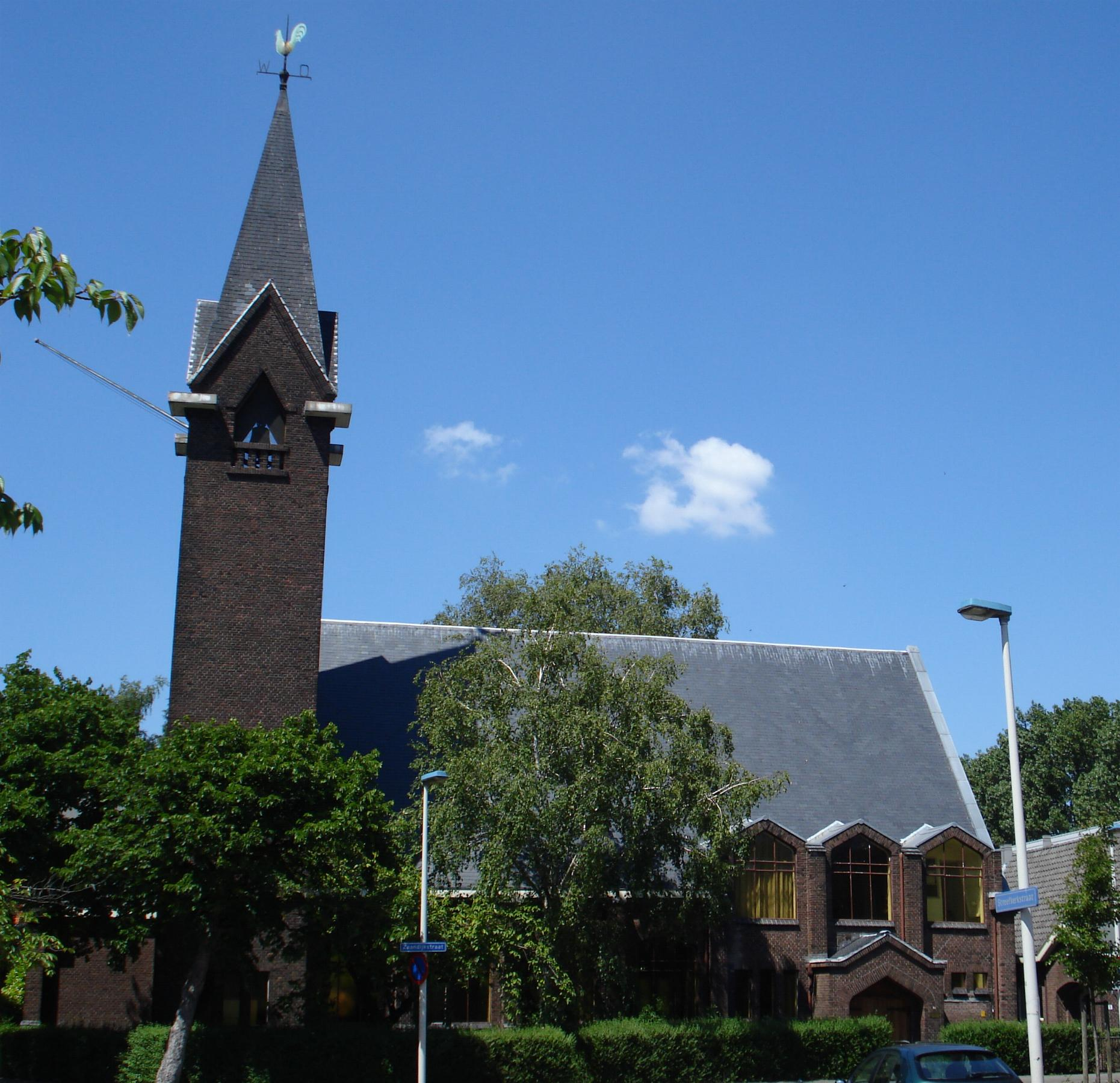
De Julianakerk werd 6 augustus 2017 door brand verwoest.
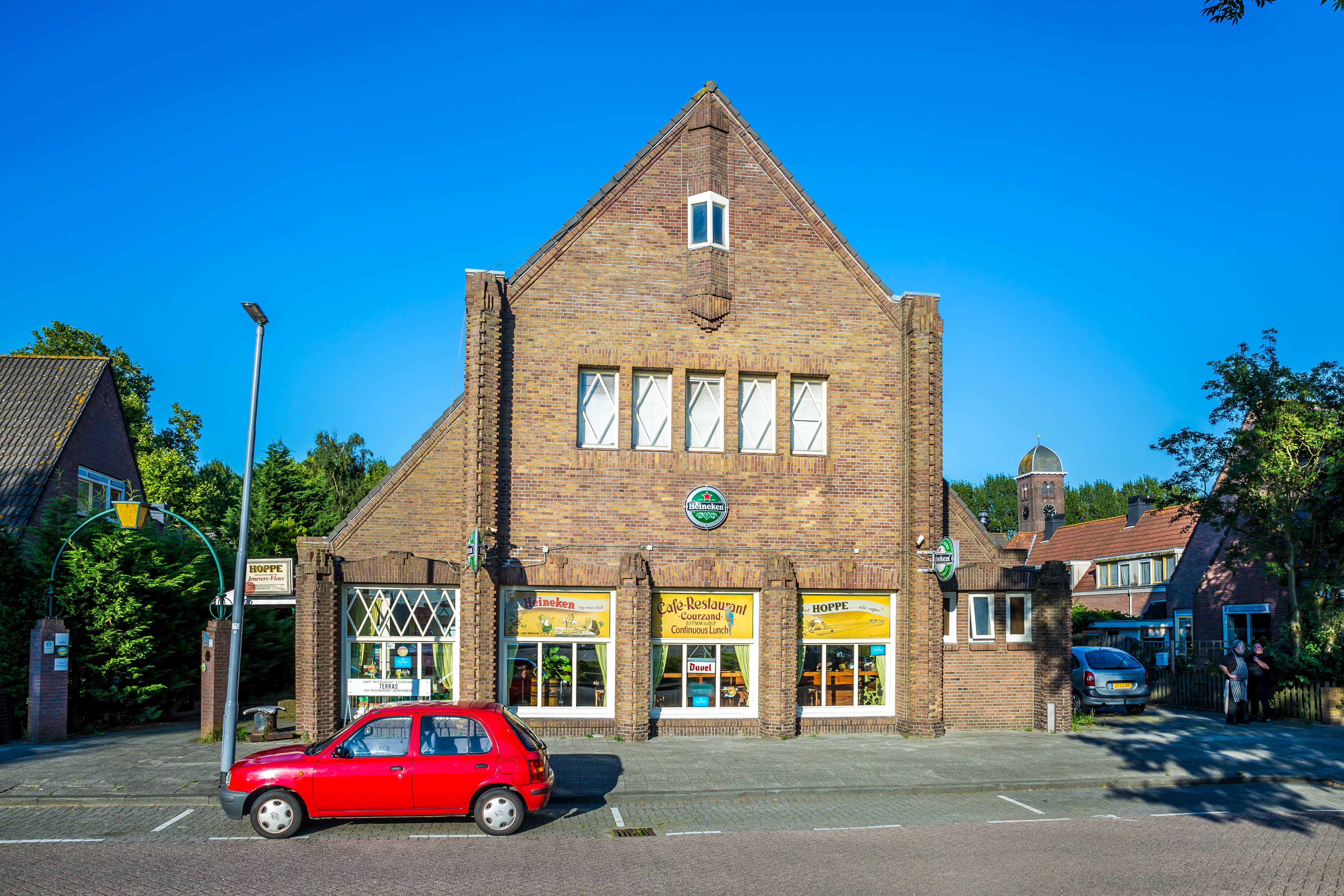
Courzand

Carnisserbuurt · 
Heijplaat · 
Oud-Charlois · 
Pendrecht · 
Tarwewijk · 
Wielewaal · 
Zuidwijk
Rotterdam Centrum ·
Rotterdam-Noord ·
Rotterdam-Oost ·
Rotterdam-West ·
Rotterdam-Zuid ·
110-Morgen ·
Afrikaanderwijk ·
Agniesebuurt ·
Bergpolder ·
Beverwaard ·
Blijdorp ·
Blijdorpse polder ·
Bloemhof ·
Boomgaardshoek ·
Bospolder-Tussendijken ·
CS-kwartier ·
Carnisserbuurt ·
Cool ·
Crooswijk ·
De Esch ·
De Veranda ·
Delfshaven ·
Delfshaven-Schiemond ·
Dijkzigt ·
Feijenoord ·
Gadering ·
Groenenhagen-Tuinenhoven ·
Groot-IJsselmonde ·
Heijplaat ·
Het Lage Land ·
Hillegersberg ·
Hillesluis ·
Homerusbuurt ·
Hordijkerveld ·
Kandelaar ·
Karl Marxbuurt ·
Katendrecht ·
Kiefhoek ·
Kleinpolder ·
Kleiwegkwartier ·
Kop van Zuid ·
Kralingen ·
Kralingse Veer ·
Kreekhuizen ·
Landzicht ·
Liskwartier ·
Lloydkwartier ·
Lombardijen ·
Meeuwenplaat ·
Middelland ·
Middengebied ·
Millinxbuurt ·
Molenlaankwartier ·
Molièrebuurt ·
Nesselande ·
Nieuw Engeland ·
Nieuw-Mathenesse ·
Nieuwe Westen ·
Nooddorp ·
Noordereiland ·
Ommoord ·
Oosterflank ·
Oud-Charlois ·
Oud-IJsselmonde ·
Oud-Mathenesse ·
Oude Noorden ·
Oude Westen ·
Oudeland ·
Overschie ·
Pendrecht ·
Prinsenland ·
Provenierswijk ·
Reyeroord ·
Rubroek ·
Sagenbuurt ·
Scheepvaartkwartier ·
Schiebroek ·
Schiemond ·
's-Gravenland ·
Smeetsland ·
Spaanse Polder ·
Spangen ·
Sportdorp ·
Stadsdriehoek ·
Struisenburg ·
Tarwewijk ·
Terbregge ·
Tussenwater ·
Varenbuurt ·
Vondelingenplaat ·
Vreewijk ·
Waalhaven ·
Westpunt ·
Wielewaal ·
Witte Dorp ·
Zalmplaat ·
Zenobuurt ·
Zestienhoven ·
Zevenkamp ·
Zomerland ·
Zuidwijk